# Ibros (ort)
Ibros är en ort i Spanien.   Den ligger i provinsen Provincia de Jaén och regionen Andalusien, i den centrala delen av landet, 270 km söder om huvudstaden Madrid. Ibros ligger 597 meter över havet och antalet invånare är 3 007.
Terrängen runt Ibros är kuperad. Runt Ibros är det ganska tätbefolkat, med 67 invånare per kvadratkilometer. Närmaste större samhälle är Linares de Mora, 14,2 km nordväst om Ibros. Trakten runt Ibros består till största delen av jordbruksmark.